# Saison 1995 de la Ligue canadienne de football
Chronologie
Saison précédente Saison suivante
1995 est la 38e saison de la Ligue canadienne de football et la 112e saison depuis la fondation de la Canadian Rugby Football Union en 1884.

## Événements
Deux nouvelles franchises sont accordées à des villes américaines, poursuivant ainsi l'expansion de la LCF aux États-Unis. Il s'agit des Barracudas de Birmingham, qui jouent au Legion Field, et des Mad Dogs de Memphis dont le stade est le Liberty Bowl Memorial Stadium. L'équipe de Baltimore dévoile son nouveau nom lors de la deuxième semaine de la saison : les Stallions.
Le Posse de Las Vegas, après une saison difficile, est offert à un groupe de Jackson au Mississippi, mais des difficultés avec les propriétaires amènent le commissaire de la LCF Larry Smith à suspendre la franchise, qui ne sera jamais réactivée. De plus, les Gold Miners de Sacramento déménagent à San Antonio au Texas où ils prennent le nom des Texans et jouent au Alamodome.
Avec la venue de deux nouvelles équipes américaines, la LCF réaligne ses divisions de façon que les huit équipes canadiennes jouent dans la nouvelle division Nord et que les cinq équipes américaines jouent dans la division Sud. Cette saison 1995 est la seule où ces divisions ont existé. Les séries éliminatoires sont également modifiées. Quatre demi-finales sont tenues: dans la division Nord, les équipes de première et de quatrième position se rencontrent, ainsi que celles de deuxième et de troisième. Dans la division Sud, qui compte moins d'équipes, seules les trois premières accèdent aux demi-finales. Les équipes arrivées deuxième et troisième s'affrontent, tandis que l'équipe arrivée première joue contre celle de cinquième position de la division Nord.

## Classements
| Clt   | Équipe                           | PJ | V  | D  | N | BP  | BC  | Pts |
| ----- | -------------------------------- | -- | -- | -- | - | --- | --- | --- |
| +001, | Stampeders de Calgary            | 18 | 15 | 3  | 0 | 631 | 404 | 30  |
| +002, | Eskimos d'Edmonton               | 18 | 13 | 5  | 0 | 599 | 359 | 26  |
| +003, | Lions de la Colombie-Britannique | 18 | 10 | 8  | 0 | 535 | 470 | 20  |
| +004, | Tiger-Cats de Hamilton           | 18 | 8  | 10 | 0 | 427 | 509 | 16  |
| +005, | Blue Bombers de Winnipeg         | 18 | 7  | 11 | 0 | 404 | 653 | 14  |
| +006, | Roughriders de la Saskatchewan   | 18 | 6  | 12 | 0 | 422 | 451 | 12  |
| +007, | Argonauts de Toronto             | 18 | 4  | 14 | 0 | 376 | 519 | 8   |
| +008, | Rough Riders d'Ottawa            | 18 | 3  | 15 | 0 | 348 | 685 | 6   |

| Clt   | Équipe                   | PJ | V  | D  | N | BP  | BC  | Pts |
| ----- | ------------------------ | -- | -- | -- | - | --- | --- | --- |
| +001, | Stallions de Baltimore   | 18 | 15 | 3  | 0 | 541 | 369 | 30  |
| +002, | Texans de San Antonio    | 18 | 12 | 6  | 0 | 630 | 457 | 24  |
| +003, | Barracudas de Birmingham | 18 | 10 | 8  | 0 | 548 | 518 | 20  |
| +004, | Mad Dogs de Memphis      | 18 | 9  | 9  | 0 | 346 | 364 | 18  |
| +005, | Pirates de Shreveport    | 18 | 5  | 13 | 0 | 465 | 514 | 10  |

## Séries éliminatoires

### Demi-finales de la division Nord
- 4 novembre : Tiger-Cats de Hamilton 13 - Stampeders de Calgary 30
- 5 novembre : Lions de la Colombie-Britannique 15 - Eskimos d'Edmonton 26

### Finale de la division Nord
- 12 novembre : Eskimos d'Edmonton 4 - Stampeders de Calgary 37

### Demi-finales de la division Sud
- 4 novembre : Blue Bombers de Winnipeg 21 - Stallions de Baltimore 36
- 5 novembre : Barracudas de Birmingham 9 - Texans de San Antonio 52

### Finale de la division Sud
- 12 novembre : Texans de San Antonio 11 - Stallions de Baltimore 21

### 83ecoupe Grey
- 19 novembre : Les Stallions de Baltimore gagnent 37-20 contre le Stampeders de Calgary au Taylor Field à Regina (Saskatchewan).

## Honneurs individuels
- Joueur par excellence : Mike Pringle (QA), Stallions de Baltimore
- Joueur défensif par excellence : Willie Pless (en) (SEC), Eskimos d'Edmonton
- Joueur de ligne offensive par excellence :  Mike Withycombe (en) (G), Stallions de Baltimore
- Joueur canadien par excellence : Dave Sapunjis (en) (RÉ), Stampeders de Calgary
- Recrue par excellence : Shalon Baker (en) (RÉ), Eskimos d'Edmonton